# 1543 Bourgeois
1543 Bourgeois è un asteroide della fascia principale. Scoperto nel 1941, presenta un'orbita caratterizzata da un semiasse maggiore pari a 2,6301068 UA e da un'eccentricità di 0,3264574, inclinata di 11,05185° rispetto all'eclittica.
L'asteroide è dedicato all'astronomo belga Paul Bourgeois.